# Mittelhufen

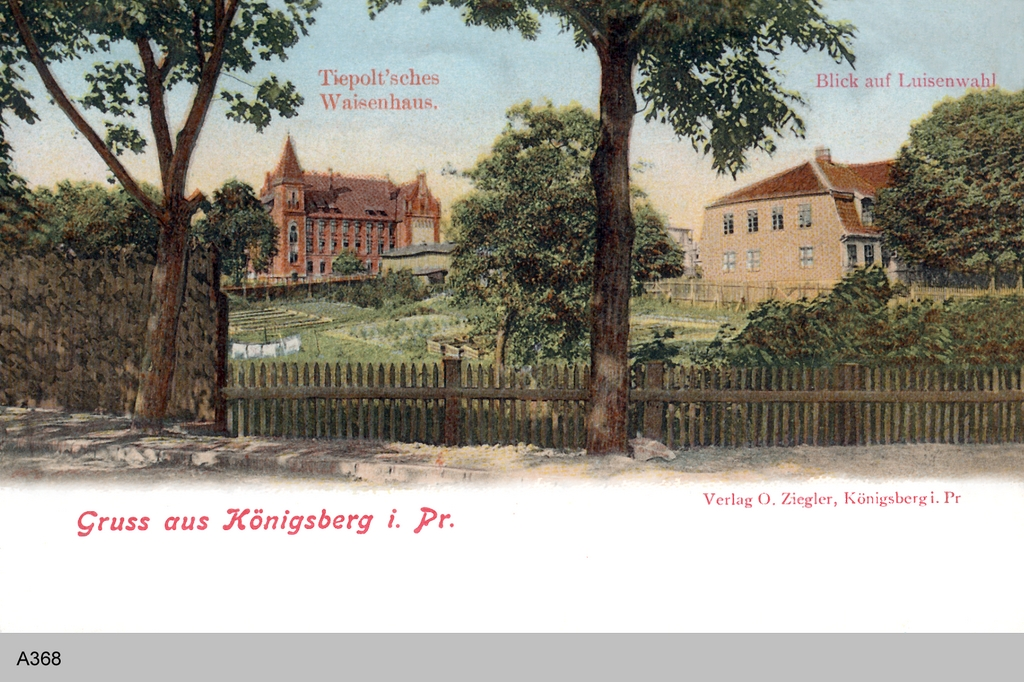
Tiepoltsches Waisenhaus

Mittelhufen war ein Stadtteil von Königsberg (Preußen). Er lag außerhalb des Stadtwalles nördlich von Hufen und Amalienau und westlich von Vorderhufen.

## Name
Die Hufe war ein landwirtschaftliches Flächenmaß.

## Geschichte von Mittelhufen
Die Hufen dehnten sich vor dem Steindammer Tor aus. Die Schroetter-Karte von 1802 zeigt diese drei Hufen-Stadtteile (Hufen, Vorderhufen und Mittelhufen) noch gänzlich unbebaut und nur aus Wiesen bestehend. Lediglich die Vorderhufen zeigen eine schwache Besiedlung entlang der Straße nach Cranz. Mittelhufen war zunächst ein selbständiges Dorf und wurde 1905 nach Königsberg eingemeindet. Im Zuge dieser großen Eingemeindungsaktion wurden das Tragheimer Tor und das Steindammer Tor abgebrochen, einige Bastionen und Wallanlagen geschleift und Ausfallstraßen nach den Hufen-Stadtteilen angelegt.
Der große Sportplatz, heute das Stadion Baltika des FK Baltika Kaliningrad, basiert auf einer Schenkung durch den Bankier und Stadtrat Walter Simon, der seiner Vaterstadt 1892 ein riesiges Grundstück zur Verfügung stellte und zur Auflage machte, dort einen Sportplatz anzulegen. Die Säulen des Stadioneingangs stammen von der abgebrochenen Altstädtischen Kirche.
In diesem Stadtteil liegen der Tiergarten, das  Polizeipräsidium, das Amts- und Landgericht, die Oberpostdirektion, das Preußische Staatsarchiv, das Neue Schauspielhaus, ein Ober-Lyzeum, eine Höhere-Mädchen-Schule, Volksschulen, das Tiepolt-Waisenhaus, ein Mütterheim und das Rhesianum.